# 水上公园街道
水上公园街道，又称为八里台街道，是中华人民共和国天津市南开区下辖的一个乡镇级行政单位。

## 行政区划
水上公园街道下辖以下地区：
荣迁里社区、临园里社区、复康里社区、鲁能公馆社区、宁福里社区、利德公寓社区、观景里社区、观园里社区、水上公寓社区和欣苑公寓社区。